# Steiropteris densisora
Steiropteris densisora là một loài thực vật có mạch trong họ Thelypteridaceae. Loài này được (C. Chr.) Pic. Serm. miêu tả khoa học đầu tiên năm 1973.